# Visioni di morte (film 1999)
Visioni di morte (Last Rites) è un film TV del 1999 con Randy Quaid. 

## Trama
Jeremy è un condannato a morte che miracolosamente scampa al primo tentativo di esecuzione. Ma qualcosa deve essere accaduto durante il malfunzionamento della sedia elettrica, egli è cambiato, e adesso ha dei poteri paranormali, che gli permettono di prevedere il futuro. In attesa di essere giustiziato, fugge di prigione e si rende protagonista di atti miracolosi che servono a salvare la vita a delle persone, basterà questo ad evitargli l'esecuzione?